# Testa del Filosofo
La cosiddetta Testa del Filosofo è ciò che rimane di una scultura bronzea, verosimilmente di provenienza magnogreca e databile alla seconda metà del V secolo a.C.
La testa fu ritrovata nel 1969 in un relitto trovato in mare davanti alla spiaggia di Porticello, presso Cannitello, frazione a nord di Villa San Giovanni (Calabria). L'opera è conservata al Museo nazionale della Magna Grecia di Reggio Calabria.
La scultura è in parte danneggiata: manca l'occhio sinistro e parte dei capelli sulla nuca, dove vi è traccia di un cordone che doveva cingere la testa. Insieme alla statua sono stati ritrovati lacerti costituiti dallo stesso materiale di fusione appartenenti ad una mano e ad un mantello, la cui presenza ha indotto a ritenere che l'opera rappresentasse un filosofo o un letterato dell'antica Grecia.
Secondo gli studi più recenti, la testa sarebbe parte di una statua raffigurante Pitagora di Samo simbolo per la città di Reggio di una indipendenza e fermento culturale ritrovati; e faceva parte del bottino con cui Dionisio di Siracusa avrebbe pagato i mercenari dopo la presa di Reggio del 386 a.C. Risultano infatti tra le altre cose evidenti segni che la testa indossasse un turbante, elemento iconografico ricorrente nella tradizionale raffigurazione del celebre filosofo e matematico. Inoltre altre parti della statua custodite sempre al museo di Reggio attestano la posa tipica con cui veniva raffigurato Pitagora.
Secondo Robert Ross Holloway, la testa potrebbe essere un ritratto del legislatore Caronda, corrispondente alla figura barbuta ritratta nelle monete di Reghion.